# セオドア・ロング
セオドア・ロング（Theodore Robert Rufus Long、1947年9月15日 - ）は、アメリカ合衆国のプロレス関係者。アラバマ州バーミングハム出身のアフリカ系アメリカ人。
テディ・ロング（Teddy Long）の名義でも知られる。レフェリーやマネージャーを経て、長らくWWEの『スマックダウン』にてストーリー上のGMやシニア・アドバイザーを務めた。

## 来歴
ジム・バーネットが主宰していたNWAのジョージア・チャンピオンシップ・レスリングにおいて、トミー・リッチやアブドーラ・ザ・ブッチャーの付き人としてプロレス業界でのキャリアをスタートする。1985年にジム・クロケット・プロモーションズのスタッフとなり、1987年にレフェリーとしてデビュー。テディ・ロングの名でNWAからWCW時代にかけて悪役レフェリーやヒールのマネージャーとして活躍した。
1999年にWWF（現・WWE）に移籍し、2002年まではレフェリーとして活動。その後RAWに移籍し「黒人の地位向上運動家」のギミックでディーロ・ブラウン、ロドニー・マックなどの黒人選手のマネージャーを務める。以降、クリストファー・ノインスキー、マーク・ヘンリーなどヒールレスラーのマネージャーを歴任した。
その後、マーク・ジンドラックのマネージャーとしてスマックダウンへ移籍。2004年にカート・アングルに代わって同番組のゼネラル・マネージャーとなる（なお、同団体のGMとはストーリー上での役割であり、団体の運営そのものには関わらない）。当初はヒールとして職権を濫用するかに思われていたが、突如ベビーフェイスに転身し、良識あるGMとして番組の規律を守ることに務めた。2007年はクリスタルとの恋愛ストーリーが展開され、スマックダウンにて結婚式を行うまでに至ったが、式はお約束的なハチャメチャなものとなり、自身は心臓発作で倒れるというアングルで長期離脱。復帰してからは、自身の代わりにGMに就任したヴィッキー・ゲレロの補佐役をしぶしぶ引き受けていた。

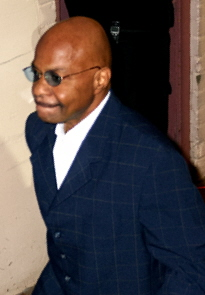
2005年1月、カナダ・オンタリオ州キッチナーのハウス・ショーにて

ヴィッキー・ゲレロがスマックダウンの正式（完全）なGMに就任してからはECWへ移籍、新ゼネラル・マネージャーに就任した。ECWでは新人発掘に力を注ぐGMとして、エヴァン・ボーン、リッキー・オルティズ、ジャック・スワガーらをデビューさせる。その後、スマックダウンとRAW（代行）のGMを兼務していたヴィッキー・ゲレロが正式にRAWのGMに就任したことで、2009年4月からスマックダウンのGMに復帰した（ECWのGMはアシスタントだったティファニーが引き継いだ）。しかし、6月に久々にスマックダウンに登場した会長のビンス・マクマホンにより、（アングル上で）仮採用に格下げされてしまう。
同年9月のブレーキング・ポイントでのCMパンクとジ・アンダーテイカーの世界ヘビー級王座戦で、テイカーの必殺技を禁止し王座奪取を阻止したことにより一時的にブーイングを浴び、10月のブラッギングライツでのRAWとの対抗戦では、チームRAW所属のビッグ・ショーに「チームを裏切ったら世界ヘビー級王座第一挑戦権を与える」と打診するなど、スマックダウンの名誉のためなら手段を選ばない一面も見せた。その後はベビーフェイス寄りのGMに戻り、償いとしてTLCのチェアーマッチではバティスタのテイカーへのローブローを反則行為とし、テイカーの勝利をアシストした。
2012年、長年の活動が讃えられ、NWA殿堂入りを果たした。
2012年4月のレッスルマニアXXVIIIにおいて、RAW臨時GMのジョン・ロウリネイティスとのGMの座をかけた試合に敗れ、スマックダウンのGM職を解かれることとなった。同年8月からは新しくスマックダウンのGMに就任したブッカー・Tからシニア・アドバイザー（日本語字幕では上級顧問）に任命される。権力に取り入ろうとするイヴ・トーレスにハメられそうになるなど立場が危うかったものの、イヴが免職された後、自らがGMに取って代わろうとする言動が増えていき、ブッカーとも衝突寸前までいったが、ブッカーが負傷欠場から戻った回のスマックダウンにてヴィッキー・ゲレロが新GMとして選ばれたことで、権力の座から外れてしまう。その後は出演機会も減り、2014年6月、WWEの公式サイトにて退団することが発表された。
2016年6月6日、オクラホマシティでのRAWにてWWEに復帰。2017年2月、WWE殿堂に迎えられることが発表された。3月31日にフロリダ州オーランドのアムウェイ・センターで行われた殿堂入り式典では、APAのロン・シモンズとジョン・レイフィールドがインダクターを務めた。

### ギミック
「ホラ・ホラ・ホラ（Holla, Holla, Holla!）」「ヤー・フィール・ミー（Ya feel me?）」「ユー・キャン・ビリーダッ・プレイヤ!（You can believe that, prayer!）」などアフロ・アメリカン式のアクセントを好んで使用していた。GMを務めていた際は、衝突する選手達への解決策としてタッグマッチを決定することが多く、2対2から5対5まで様々なタッグ戦を実現させていた。

## 入場曲
- MacMilitant

## マネージャー時代の担当選手
NWA / WCW
- ジョニー・B・バッド
- ノーマン・ザ・ルナティック
- ドゥーム（ロン・シモンズ & ブッチ・リード）
- ワンマン・ギャング
- シッド・ビシャス
- ダニー・スパイビー
- "ミーン" マーク・キャラス
- マーカス・バグウェル
- 2・コールド・スコーピオ
- クレイグ・ピットマン
- クリス・ジェリコ

WWE
（通称:サギン・アンド・バギン・エンタープライズ）
- ディーロ・ブラウン
- ロドニー・マック
- ジャズ
- クリストファー・ノインスキー
- マーク・ヘンリー
- ロージー
- マーク・ジンドラック